# Hessens landdag
Hessens landdag (ty. Hessischer Landtag) er parlamentet i den tyske delstat Hessen. Landdagen har sæde i byslottet ved Slotspladsen i Wiesbaden, tidligere sæde for hertugerne af hertugdømmet Nassau.
Landdagen har 110 medlemmer. Frem til 2003 blev de valgt hvert fjerde år. Siden 2003 vælges landdagen hvert femte år.
Den hessiske landdags forløber var Storhertugdømmet Hessens landstænder. I 1919 blev Hessens landdag, med det officielle navn Landtag des Volksstaates Hessen, etableret med sæde i Darmstadt. Landdagen blev afskaffet 30. januar 1934 gennem en føderal lov som fratog delstaterne deres selvstyre. I 1946 blev den hessiske landdag genoprettet som Hessischer Landtag, med sæde i Wiesbaden.

## Eksterne links
- http://www.hessischer-landtag.de/ (tysk)

50°4′56″N 8°14′29″Ø / 50.08222°N 8.24139°Ø